# Kingcrow

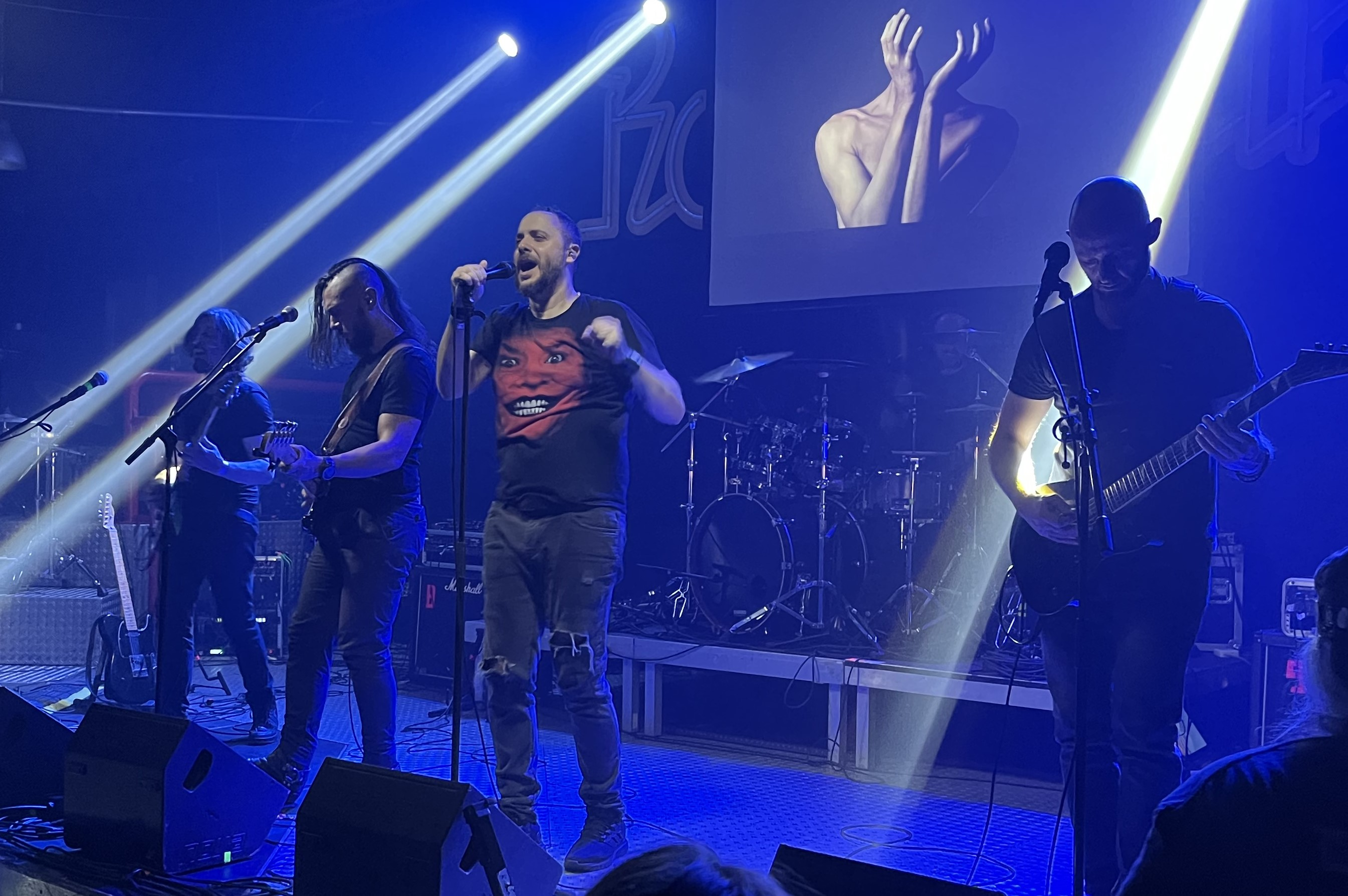
Kingcrow 2025

I Kingcrow sono una band italiana nata ad Anguillara Sabazia (Roma), nel 1996. Il gruppo fonde progressive rock e hard rock.

## Storia del gruppo

### Primi anni (1996-2001)
La band parte con il nome iniziale di "Earth Shaker" nel 1996 dai fratelli Diego e Thundra Cafolla, rispettivamente prima chitarra e batteria, e al nucleo originale si vanno presto ad aggiungere Claudio Polito al basso, Sergio Casadei alla voce e Massimiliano Fabrizi come seconda chitarra. Le influenze iniziali nello stile della band prendono spunto dal classic heavy metal degli Iron Maiden, Deep Purple e Black Sabbath.
Nel 1997 la band registra la sua prima demo, Eyes of Memories, e cambia nome in Kingcrow, ispirandosi alle suggestive atmosfere noir del poema "Raven" (Il corvo e altre poesie) di Edgar Allan Poe. Avviene anche la sostituzione del primo cantante con Stefano "Thunder" Tissi e del secondo chitarrista con Marco Piscitelli.
Tra il 1999 e il 2001 la band inizia a prendere un'impronta più Progressive, ispirandosi principalmente alle sonorità dei Rush e fanno uscire un secondo demo intitolato "Hurricane's eye", nel 2000.

### Something Unknown (2001-2003)
Nel 2001 pubblicano il primo album in studio: Something Unknown. Molti dei testi di questo Album traggono ispirazione da classici della letteratura contemporanea, come ad esempio la traccia The Black Tower attinge le sue oscure atmosfere dal primo libro della serie La torre nera di Stephen King: L'ultimo cavaliere.
Sempre nel 2001 entrano nella band due nuovi componenti: alla seconda chitarra Ivan Nastasi (ex Sanitarium) al posto di Marco Piscitelli, e al basso Matteo Trinei (che collaborerà con la band fino al 2004).
Nel 2002 la band vede un'ulteriore sostituzione del cantante: al posto di Stefano Tissi entra Mauro Gelsomini, che inizia ad occuparsi anche della stesura dei testi.

### Insider (2003-2005)
Nel 2003 esce il terzo demo, Matzmariels, dal sapore epico proprio delle ballate dei bardi medioevali. Il nome del brano viene da "Mazzamariello", che nel folklore Anguillarino è un folletto dispettoso che nasconde le cose.
Le atmosfere sperimentali di Matzmariels convincono il gruppo a voler fare un passo avanti, impegnandosi nella creazione progetti che abbiano l'ampio respiro e la continuità di trama tipici di un concept album, con testi rigorosamente in inglese ed estremamente curati nella stesura, sullo stile di Tommy degli Who e di Streets: A Rock Opera dei Savatage. Iniziano così un massiccio lavoro, che nel 2004 dà vita a Insider, disco dalle sonorità più dure e taglienti rispetto al precedente, ispirato alle attualissime tematiche legate al potere oligarchico dell'industria genetica. Lavoro che il gruppo considera come la propria vera forma di Progressive Metal: un flusso continuo di emozioni narrate dalla musica. Sempre in quell'anno, termina la collaborazione con Matteo Trinei e al suo posto subentra un nuovo bassista, Giulio Caputi.

### Timetropia (2005-2010)
Tra la fine del 2004 e l'inizio del 2005, i Kingcrow costruiscono il loro studio di registrazione, a Roma, e iniziano a registrare il nuovo album, che esce nel 2006 con il titolo di Timetropia, pubblicato da Lucretia Records International, con cui la band firma un contratto di esclusiva mondiale per la distribuzione dell'album.
Con Timetropia i Kingcrow creano una vera rock opera, erede dei grandi musical rock come Jesus Christ Superstar, Tommy, The Rocky Horror Picture Show, e Hair. Timetropia (entropia, disordine temporale) è un album prog metal dallo stile anni novanta, caratterizzato da composizioni elaborate e brani in continua mutazione, di melodie scolpite da vocals cariche di passione e teatralità. Anche questo è quasi un Concept Album, prismatico e visionario, alla stregua di un film di David Lynch, ma reinterpretato nello stile tipico della band.
Nel 2007, in concomitanza all'avvicendarsi di un nuovo bassista, Angelo Orlando, riconoscibile per uno lo stile che si rifà alle calde sonorità Jazz di Jaco Pastorius, la band partecipa a vari Festival tra cui il Midsummer Fest, l'Evolution Festival e il S-Hammer Metal Fest. Alla fine della stagione estiva di quell'anno Angelo Orlando esce momentaneamente dalla formazione, per rientrarvi ad inizio 2008, che inizia con la partecipazione gruppo al Lucille Rock Fest, insieme agli olandesi Vengeance. Sempre in quell'anno i Kingcrow partecipano inoltre al Gods of Metal spalleggiando pilastri della scena metal internazionale quali Iron Maiden, Judas Priest, Slayer.
Nel febbraio 2009, durante le registrazioni del loro quarto album, i Kingcrow annunciano la separazione dal cantante Mauro Gelsomini che, per motivi personali, lascia la band.

### Phlegethon (2010)
Nel 2010 esce il quarto Album Phlegethon pubblicato da Scarlet Records preceduto dal singolo Evasion accompagnato da un video musicale per la regia di Mauro Marani. L'anno successivo prendono parte al Tour Europeo degli Americani Redemption, suonando al Festival ProgPower Europe.
Nel 2012 hanno partecipato al Tour Europeo dei Jon Oliva's Pain e al ProgPower USA.

### In Crescendo (2013)
Nel 2013 esce il quinto Album In Crescendo pubblicato da Sensory Records e parteciperanno al tour Nord Americano dei Pain of Salvation.

### Eidos (2015)
Nel 2015 esce il sesto Album Eidos pubblicato da Sensory Records.

### The Persistence (2018)
Nel 2018 esce il settimo Album The Persistence pubblicato da Sensory Records.

### Astray (2020)
Nel 2020 esce il brano inedito Astray.

### Hopium (2024)
Nel 2024 pubblicano Hopium, l'ottavo album della band italiana con l'etichetta Season of Mist.

## Formazione

### Formazione attuale
- Diego Cafolla - chitarra, tastiere, seconda voce
- Ivan Nastasi - chitarra, seconda voce
- Diego Marchesi - voce
- Riccardo Nifosí - basso
- Manuel "Thundra" Cafolla - batteria, percussioni

### Ex componenti
- Cristian della Polla - tastiere, sintetizzatore
- Mauro Gelsomini - voce
- Stefano Tissi - voce
- Sergio Casadei - voce
- Massimiliano Fabrizi - chitarra
- Marco Piscitelli - chitarra
- Claudio Polito - basso
- Matteo Trinei - basso
- Giulio Caputi - basso
- Francesco D'Errico - basso

## Discografia

### Album in studio
- 2010 - Phlegethon
- 2013 - In Crescendo
- 2015 - Eidos
- 2018 - The Persistence
- 2024 - Hopium

### Singoli
- 2020 - Astray (brano inedito)

### Demo
- 1997 - Eyes of Memories
- 2000 - Hurricane's Eye
- 2001 - Something Unknown
- 2002 - Matzmariels
- 2004 - Insider
- 2006 - Timetropia